# 한복 (1914년)
한복(韓宓, 1914년 9월 16일 ~ 1994년 1월 15일)은 일제강점기와 대한민국의 법조인 겸 관료로, 서울특별시 출신이며 본관은 청주이다.

## 생애
1932년 4월 입학할 때부터 1935년 3월 졸업할 때까지 일본 다케구라(武藏) 고등학교 고등과에 재학했으며 1935년 4월 입학할 때부터 1938년 3월 졸업할 때까지 도쿄 제국대학에서 법학부 법률학과를 전공했다. 1937년 11월 고등문관시험에 합격했고 1938년 3월 30일 부산지방법원 및 부산지방법원 검사국 사법관시보로 임명되었다.
1939년 12월 4일 부산지방법원 예비판사, 1940년 5월 31일 부산지방법원 판사로 각각 임명되었으며 1942년 3월 25일 경성지방법원 판사로 임명되었다. 1944년 8월 17일부터 1945년 8월 15일 광복 때까지 평안남도 이사관 겸 평안남도 산업부 산업과장을 역임하면서 고등관 5등에 서위되었고 이러한 경력 때문에 민족문제연구소의 친일인명사전 수록자 명단의 사법 부문, 관료 부문에 포함되었다.
광복 이후인 1946년 서울특별시에서 변호사를 개업했으며 1962년 증권거래소 자문위원, 1964년 대한법률구조공단 단장, 1966년 대한엽도협회 회장, 1973년 국제라이온스협회 한국지부 회장 등을 역임했다.

## 참고자료
- 민족문제연구소 (2009). 〈한복〉. 《친일인명사전 3 (ㅇ ~ ㅎ)》. 서울. 844쪽.